# Loco (capo Apache)
Loco (vero nome Jlin-tay-i-tith, lett. "fermate il suo cavallo"; 1823 circa – Fort Sill, 2 febbraio 1905) è stato un condottiero nativo americano della divisione Apache Mimbreño (Tchihende), appartenente alla sottodivisione Coppermine.

## La vita

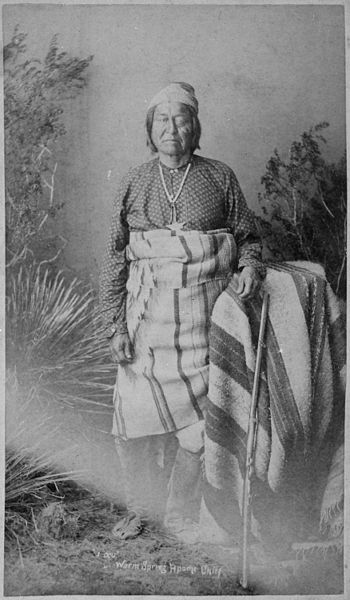
Loco

Uomo valoroso e sprezzante del rischio personale ma prudente a fronte di un nemico troppo potente per essere sconfitto in guerra, Loco (cioè "pazzo" in spagnolo, secondo Kaywakla un soprannome attribuitogli dagli Apache per l'eccessiva propensione a confidare nella pace coi bianchi "Pindah", condivisa col suo predecessore Delgadito) iniziò ad emergere operando agli ordini di Mangas Coloradas e poi di Delgadito, per breve tempo successore del primo, affermandosi come capo mentre anche il suo contemporaneo Victorio raggiungeva, dopo la morte di Cuchillo Negro, un ruolo analogo prevalendo sul più anziano Nana. Con Victorio, Nana, Salvador (figlio maggiore di Mangas Coloradas), Juh, Geronimo, Chihuahua e altri capi della sua generazione, Loco condivise le vicissitudini occorse nei decenni 1850, 1860, 1870 e 1880, dapprima difendendo, insieme a Victorio e Nana, le amate terre dei Mimbreños nel New Mexico e cercando di garantire la permanenza pacifica a Ojo Caliente e Cañada Alamosa, accettando poi il trasferimento nella riserva di Tularosa, assegnata ai Mescaleros, e, nel 1877, venendo infine deportato con la sua gente nella riserva indiana di San Carlos, in Arizona, insieme agli Western Apaches e ai Chiricahuas ormai privati della prestigiosa guida di Cochise. Loco fu sempre attivo nelle trattative, sforzandosi di evitare una guerra che intuiva letale per la sua gente e parlando in diverse occasioni anche per conto dell'alleato Cochise.
Dopo alcuni mesi trascorsi a San Carlos, però, Victorio e Loco lasciarono la riserva (02/09/1877), riunendo un gruppo di circa 310 Apache (in prevalenza Mimbreños e per il resto Chiricahuas e Ndendahes); inseguiti dai collaborazionisti Coyoteros, al comando di Diablo, dal 10º cavalleggeri e dai Texas Rangers, e avendo subito perdite in diversi scontri, circa 250 Apache si arresero a Fort Wingate, e Loco si consegnò poco tempo dopo; Victorio si consegnò soltanto nel febbraio 1878, trascorrendo la primavera - estate a Ojo Caliente. Nell'ottobre 1878, però, i militari (9º cavalleggeri) furono inviati a Ojo Caliente per provvedere alla deportazione dei Mimbreños a San Carlos e, mentre Loco venne arrestato e preso come ostaggio, Victorio riprese la guerra, mentre Nana (sposato con una donna Mescalero) si rifugiò con la sua gente nella riserva Mescalero presso Fort Stanton.
Loco non partecipò alla "Guerra di Victorio" nel 1879-1880, ma le condizioni di vita a San Carlos lo indussero a unirsi, sebbene non del tutto spontaneamente, alla fuga di Juh, Geronimo, Mangus e Naiche nel 1882, arrendendosi nel maggio 1883; non si unì, invece, a Nana, Geronimo, Mangus e Naiche nel loro estremo tentativo di resistenza nel 1885-1886, ma fu deportato ugualmente insieme a loro in Florida e poi in Alabama, e infine confinato a Fort Sill, dove morì nel 1905.